# Ensemble ehemaliger Ortskern Pasing

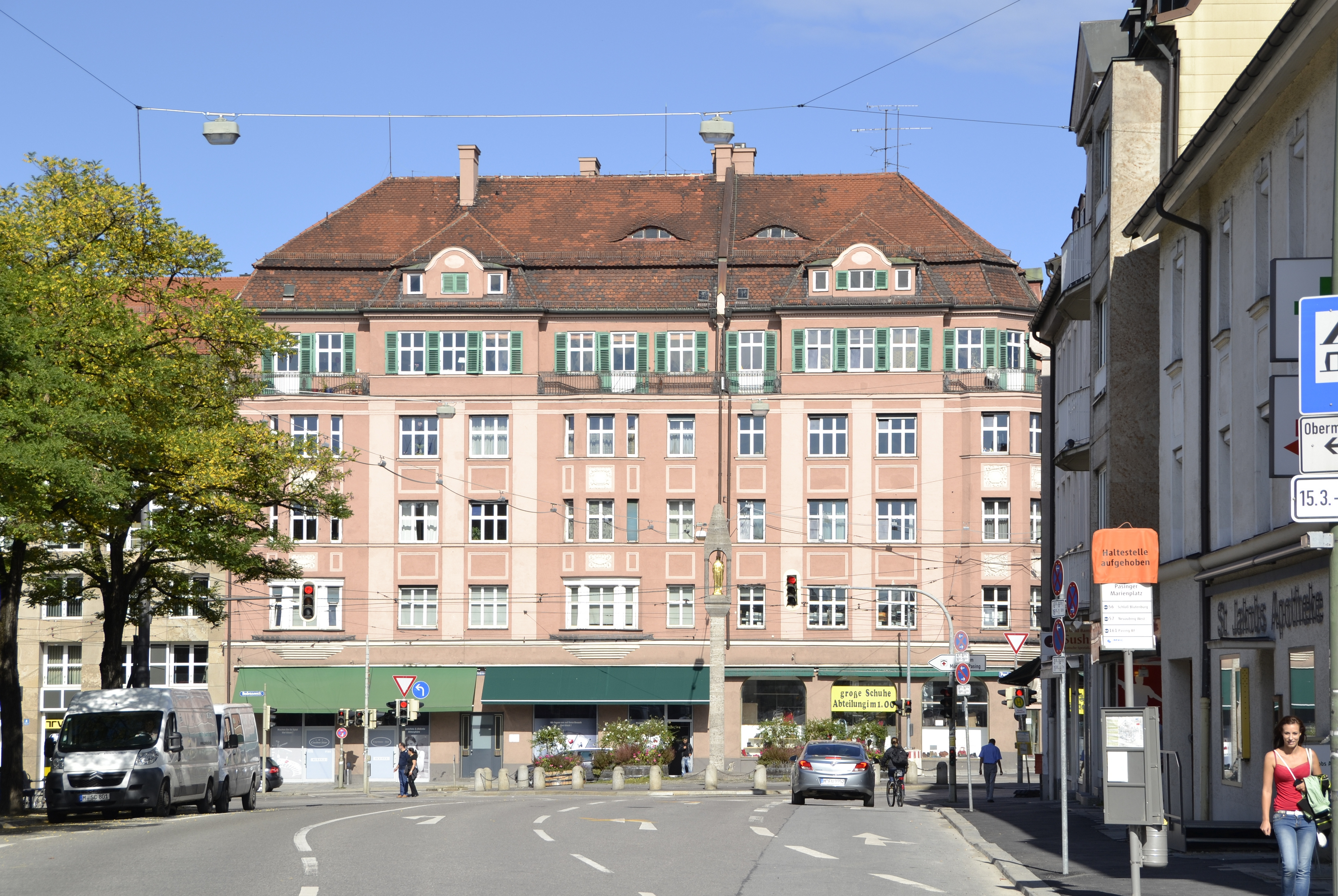
Marienplatz in Pasing von der Planegger Straße aus gesehen

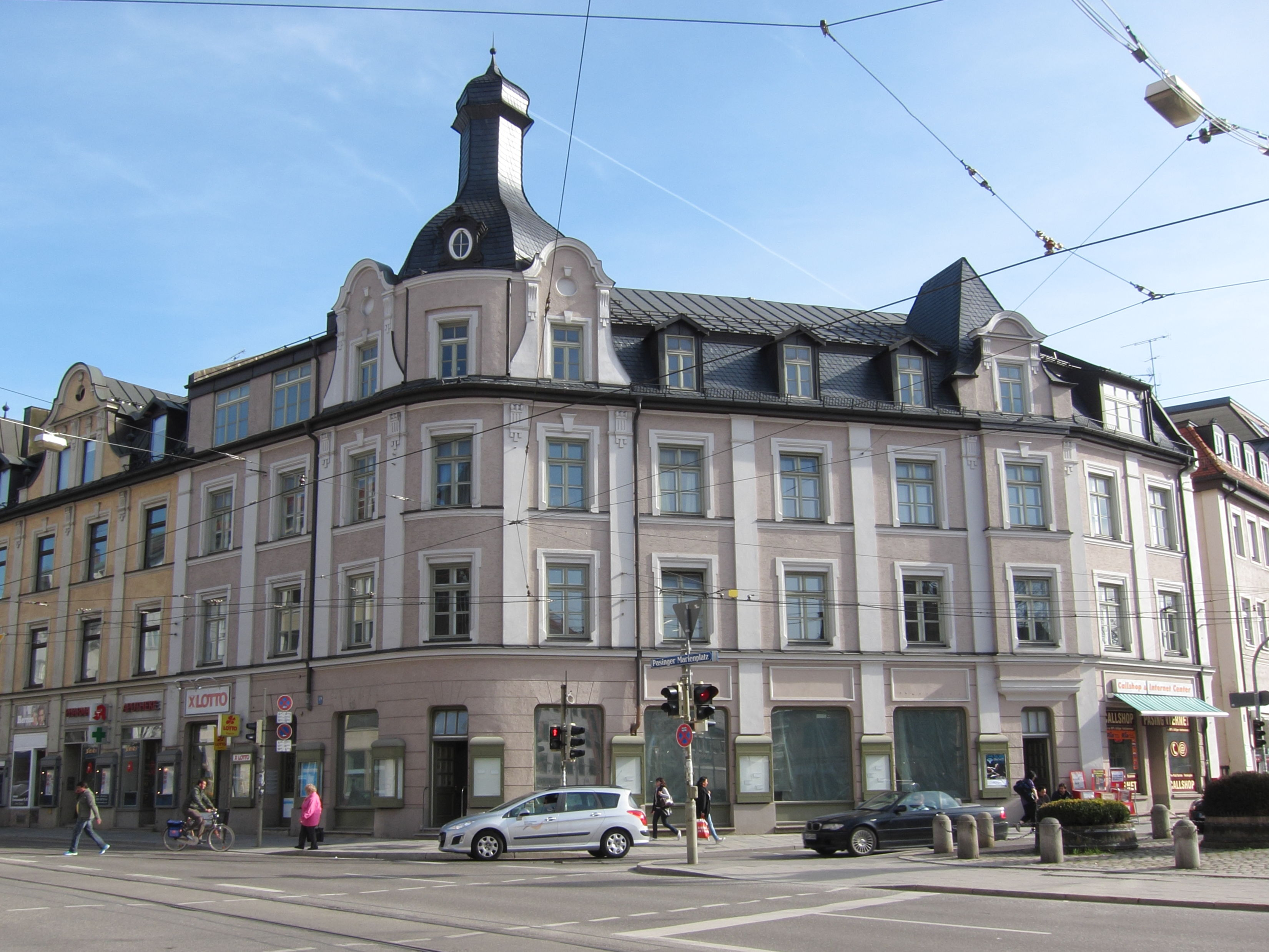
Eckhaus Landsberger Straße 529, gegenüber dem Marienplatz

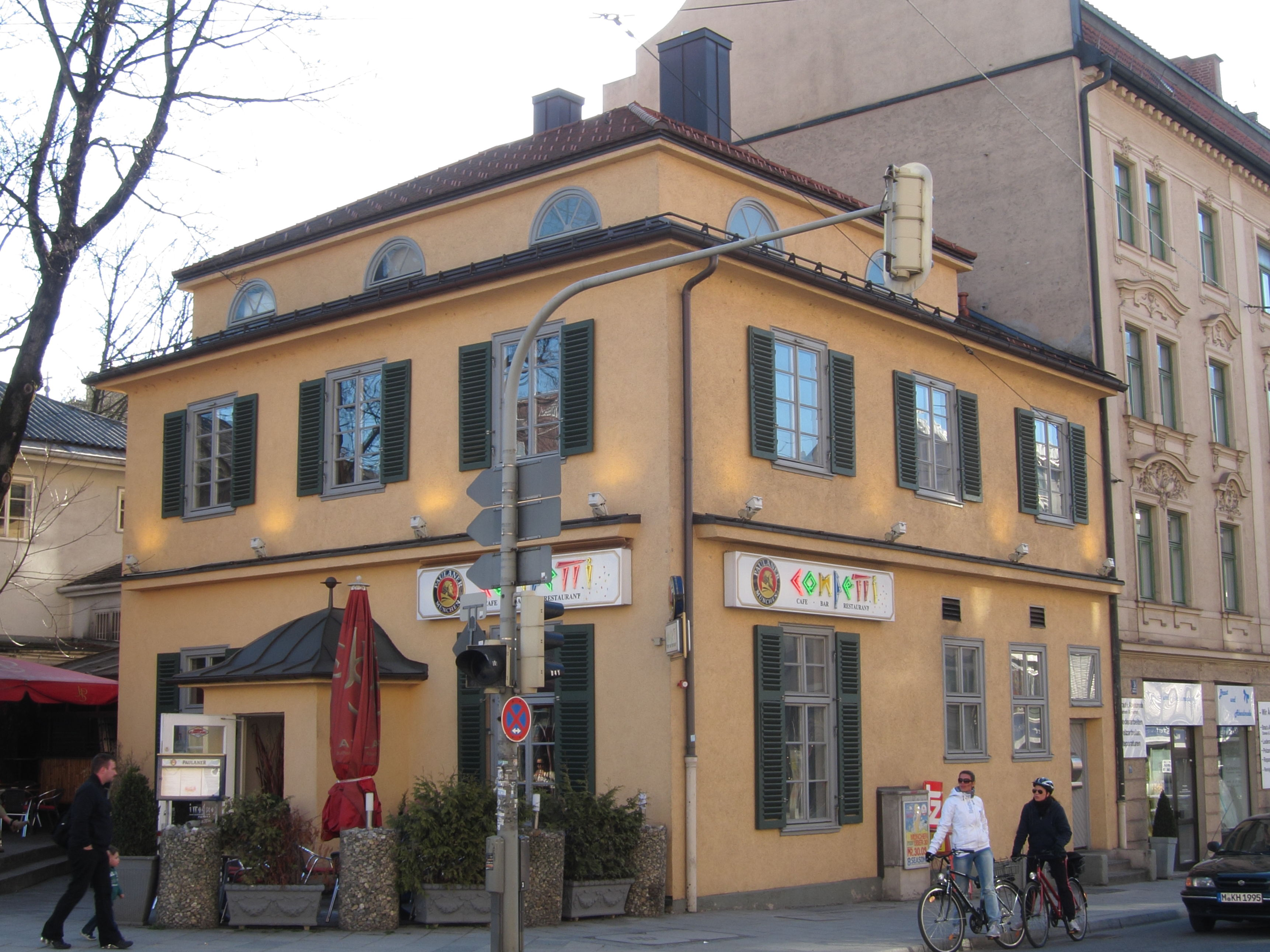
Bodenseestraße 1: Wohn- und Gastronomiegebäude (zurzeit geschlossen)

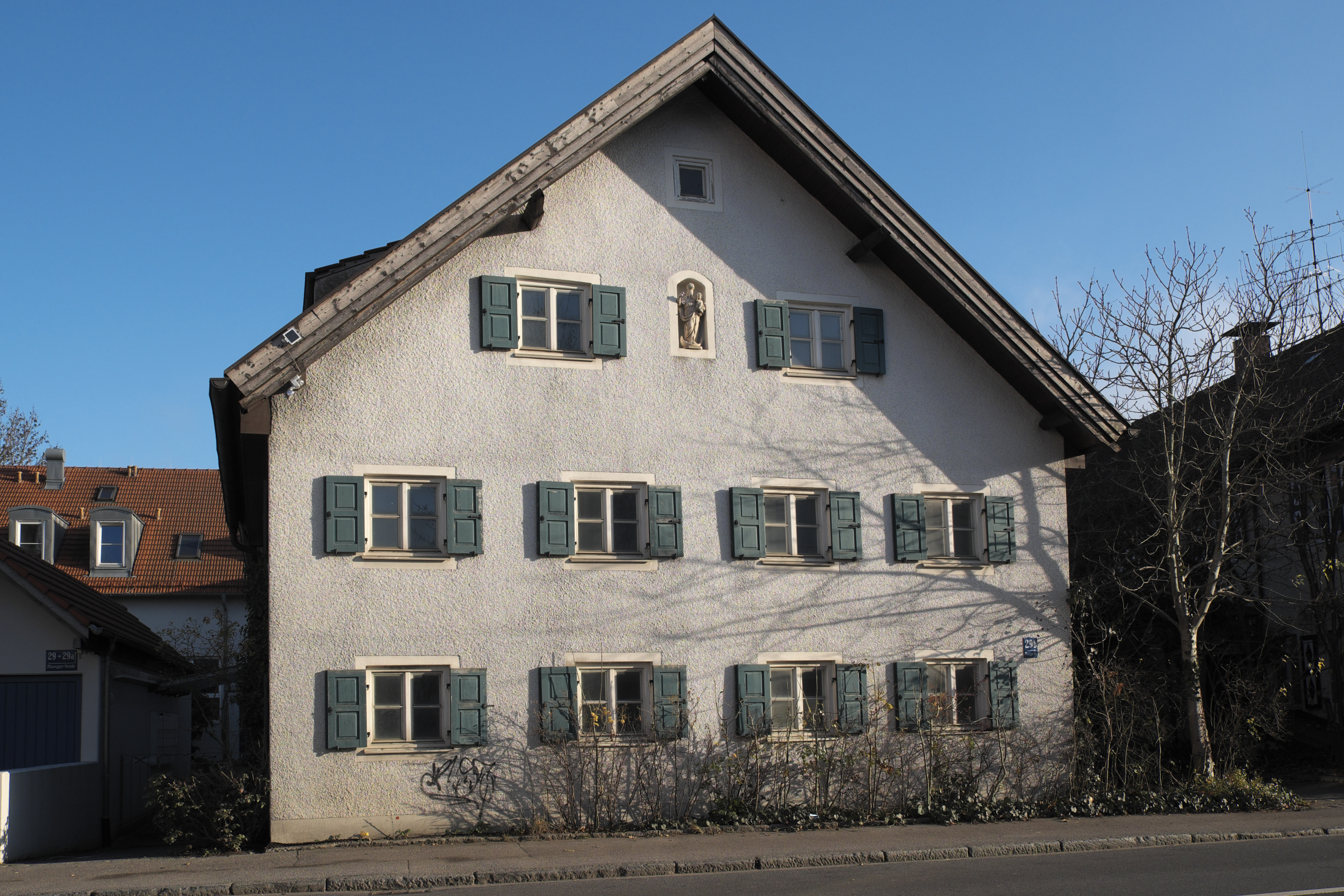
Planegger Straße 29, ehemaliges Bauernhaus

Das Ensemble ehemaliger Ortskern Pasing im Stadtteil Pasing der bayerischen Landeshauptstadt München ist ein Bauensemble, das unter Denkmalschutz steht.
Es umfasst den ehemaligen Ortskern von Pasing, der von der Altstraße auf dem Ostufer der Würm, der heutigen Planegger Straße, bestimmt wird. Das Ensemble erstreckt sich über das Gebiet zwischen dem Pasinger Marienplatz und der Gräfstraße.
Die städtebauliche Struktur weist neben den bäuerlichen und herrschaftlichen Zeugnissen (Schloss Gatterburg) ebenso die im späten 19. Jahrhundert einsetzende Verstädterung auf, welche 1905 zur Stadterhebung führte. Nach der Weltwirtschaftskrise bewirkte ein wirtschaftlicher Aufstieg Ende der 1920er Jahre neue Bauprojekte, die sich heute noch im Stadtbild widerspiegeln.
Nach dem Zweiten Weltkrieg kamen Neubauten hinzu, die eine erhebliche Beeinträchtigung für das Ensemble darstellen.

## Einzeldenkmäler
- Bodenseestraße 1: Wohn- und Gastronomiegebäude
- Bodenseestraße 2/Gleichmannstraße 1: Wohn- und Geschäftshaus
- Bodenseestraße 3: Wohn- und Geschäftshaus
- Engelbertstraße 13/15: Wohnhaus, ehemaliges Nebengebäude des ehemaligen Schlosses Gatterburg
- Engelbertstraße 23: Ehemaliges Schloss Gatterburg
- Gebäudekomplex an der Institutstraße 1, Planegger Straße 4, Planegger Straße 6 und Institutstraße 3: Ehemaliges Institut der Englischen Fräulein mit Kirche Rosenkranzkönigin
- Institutstraße 8: Wohnhaus
- Landsberger Straße 527: Wohn- und Geschäftshaus
- Landsberger Straße 529: Wohn- und Geschäftshaus
- Planegger Straße 9: Villa
- Planegger Straße 15: Ehemaliges Bauernhaus
- Planegger Straße 17: Ehemaliges Bauernhaus
- Planegger Straße 19: Ehemaliges Bauernhaus
- Planegger Straße 21: Miets- und Geschäftshaus
- Planegger Straße 27: Ehemaliges Bauernhaus
- Planegger Straße 29/29b: Ehemaliges Bauernhaus
- Planegger Straße 31: Gasthof Zur Goldenen Gans
- Planegger Straße 33: Ehemaliges Bauernhaus